# Гай Туллий Капитон Помпониан Плотий Фирм
Гай Туллий Капитон Помпониан Плотий Фирм (лат. Gaius Tullius Capito Pomponianus Plotius Firmus) — римский политический деятель второй половины I века.
Его отцом был Плотий Фирм, а матерью — Верисимилла. Позже Гай был усыновлен неким Туллием Капитоном. Сначала Фирм служил в телохранителях, позже командовал отрядами городской стражи в ранге префекта. Ещё в правление Гальбы он перешел на сторону Отона. 15 января 69 года Фирм был избран преторианцами префектом претория, однако находился на этом посту недолго. После самоубийства Отона Фирм был смещён по приказу Вителлия. В период до 81 года он находился на посту легата III Августова легиона. В 84 году он занимал должность консула-суффекта. В правление Домициана или Нервы Фирм был проконсулом Африки.